# Ernest Kirkendall
Ernest Kirkendall (* 6. Juli 1914 in East Jordan, Michigan; † 22. August 2005 in Alexandria (Virginia)) war ein US-amerikanischer Chemiker und Metallurg. Er beobachtete Volumenänderungen an der Grenze zwischen zwei Metallen, wenn diese erhitzt werden. Dieser durch unterschiedliche Diffusionsgeschwindigkeiten hervorgerufene Effekt wird nach ihm Kirkendall-Effekt genannt.

## Leben
Kirkendall wuchs in Highland Park, Michigan auf. Er studierte bis 1934 an der Wayne State University und wurde 1935 Magister an der University of Michigan, wo er 1938 auch promovierte. 1941 bis 1946 war er Dozent an der Wayne University. 1947 bis 1965 arbeitete Kirkendall im „American Institute of Mining, Metallurgical and Petroleum Engineers“, danach bei den „United Engineering Trustees“. Schließlich war er Vizepräsident des „American Iron and Steel Institute“.

## Bedeutung
Kirkendalls Entdeckung hatte eine große Bedeutung für das Verständnis der Diffusion in Festkörpern, da durch sie der Nachweis erfolgte, dass die Diffusion über Leerstellen erfolgt. Außerdem wirkt sich der nach ihm benannte Effekt auf die Stabilität beispielsweise von Schweißverbindungen bei erhöhten Temperaturen oder unter Bestrahlung aus.

## Privates
Kirkendall war zweimal verheiratet (mit Maxine Marrs und Anneliese Sisco), er hat zwei Töchter und einen Sohn.